# Кордуба Мирон Михайлович
Миро́н Миха́йлович Корду́ба (2 березня 1876, с. Острів, нині Тернопільський район — 2 травня 1947, Львів) — український історик, державник, учений, публіцист, письменник.

## Біографія

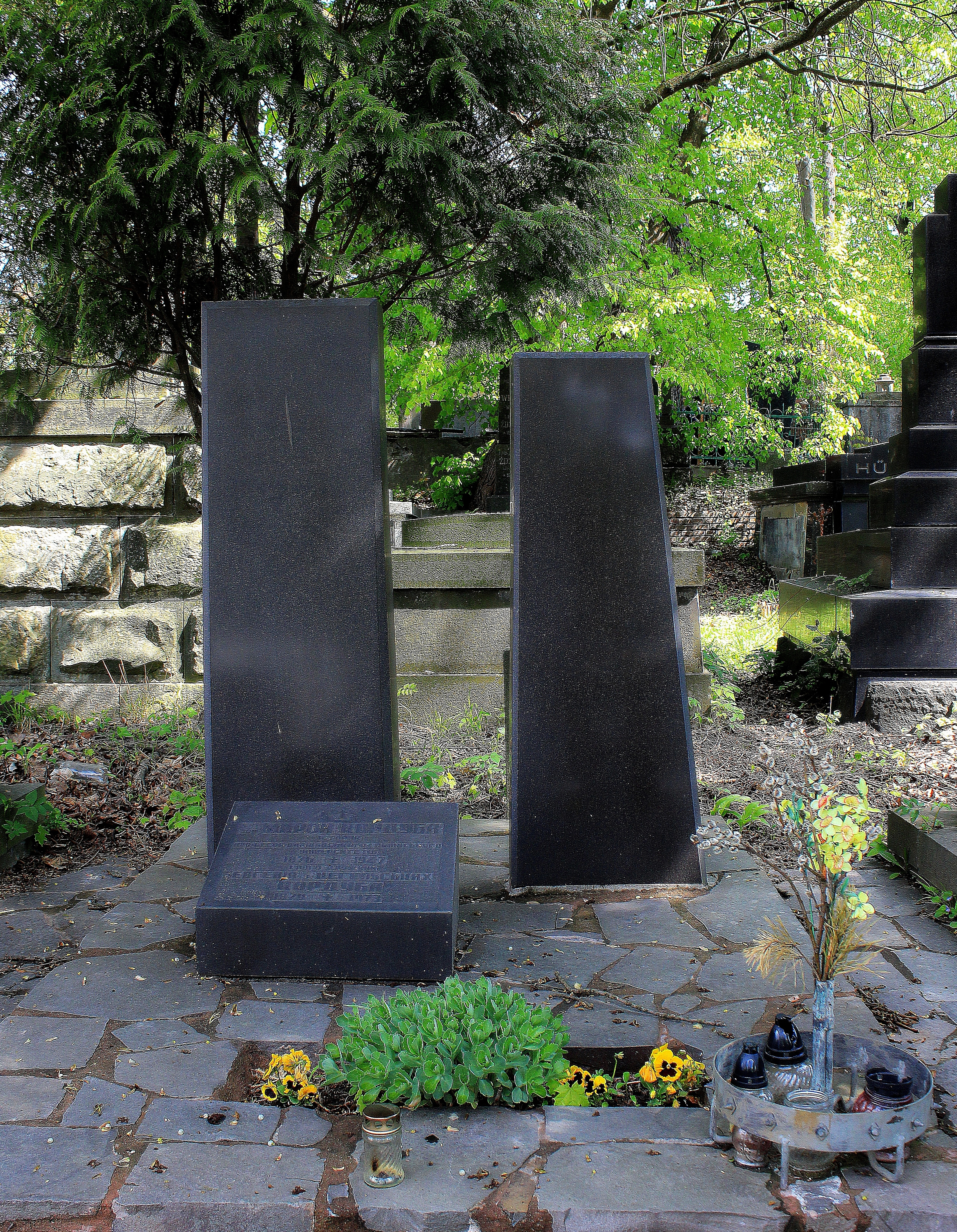
Пам'ятник на могилі Мирона Кордуби на Личаківському цвинтарі

Народився 2 березня 1876 року в селі Острів (Королівство Галичини та Володимирії, Австро-Угорщина, нині Тернопільський район, Тернопільська область, Україна) в родині священика УГКЦ. Мати — Емілія Кордуба (до шлюбу Любович), донька священика.
Після закінчення сільської початкової школи в 1885–1891 роках навчався в Тернопільській (першій) класичній гімназії (зокрема, у 1889 році закінчив IVa, у 1891 — VIa класи), у 1891—1893 роках (7–8 класи) продовжив навчання у Львівській академічній гімназії, після закінчення якої був прийнятий 1893 року на факультет філософії Львівського університету. 1894 року слухав лекції Михайла Грушевського й потрапив до невеликого числа його улюблених учнів.
У 1895–1896 роках навчався у Відні, що тоді був відомим центром вивчення світової історії. Тут пише дисертацію «Історія і відносини в Галицькому князівстві XIII ст.».
18 квітня 1898 року здобув у Віденському університеті звання доктора філософії. 1897 року обраний президентом відомого академічного товариства «Січ», яке відіграло важливу роль у розвитку історії Західної України. У цей час працює у Віденській університетській бібліотеці, здійснює багато досліджень у віденському архіві.
Матеріальні труднощі змусили його повернутися до України. Наприкінці 1900 року поселяється в Чернівцях, де працює до 1913 року (спочатку суплент (помічник вчителя), потім учитель) у Другій державній гімназії, викладає світову історію та географію. У Чернівцях заснував Українське історичне товариство, до якого увійшли викладачі та студенти Чернівецького університету. Рецензував праці Івана Франка, друкував власні дослідження з топоніміки, етнографії та історії Буковини.
1 липня 1903 року  — обраний дійсним членом Наукового Товариства ім. Т. Шевченка у Львові.
Листувався з Іваном Крип'якевичем, з яким підтримував теплі стосунки.
Під час Першої світової війни проживав у Празі, співпрацював із Союзом визволення України, вів просвітянську роботу в таборі українських військовополонених Зальцведель.
Після проголошення ЗУНР 1 листопада 1918 року Мирон Кордуба як представник Буковинської Національної Ради став делегатом Української Національної Ради ЗУНР. З січня до квітня 1919 року перебував у румунських в'язницях у Чернівцях.
У квітні 1919 року переїхав до Станиславова. Працював професором Державної реальної школи, був референтом Державного секретаріату закордонних справ ЗУНР.
Наприкінці вересня 1919-го року повернувся до Львова, працював викладачем історії в академічній гімназії, а також продовжував активну діяльність в НТШ, викладав в Українському таємному університеті (з 1921 до 1923 року був деканом філософічного (філософського) факультету УТУ).
Після початку переведення українських учителів-істориків до польськомовних навчальних закладів залишався єдиним українцем-педагогом в Академічній гімназії до 1929 року.
21 січня 1929 року вченого запросили до Варшавського університету як надзвичайого професора східноєвропейської історії, де 1937 року він став професором історії України. Друкувався у варшавському двомісячнику «Sprawy Narodowościowe».
Після закриття нацистами університету, з 1940 року працював учителем української гімназії в Холмі. Повернувшись до Львова, працював у Науковій бібліотеці міста (1941—1942), вчителем I та II українських гімназій. У 1944—1945 — в. о. професора кафедри історії України, у 1945—1947 — в. о. професора, завідувач кафедри південних і західних слов'ян історичного факультету Львівського університету.
30 квітня 1947 р. на робочому місці в бібліотеці ім. В. Стефаника у нього стався інсульт. Помер 2 травня 1947 року у віці 71 року. Похований на Личаківському цвинтарі у Львові, поле № 72.

## Вшанування пам'яті
- У Львові та Чернівцях на честь Мирона Кордуби названо вулиці.

## Праці
- Автор:

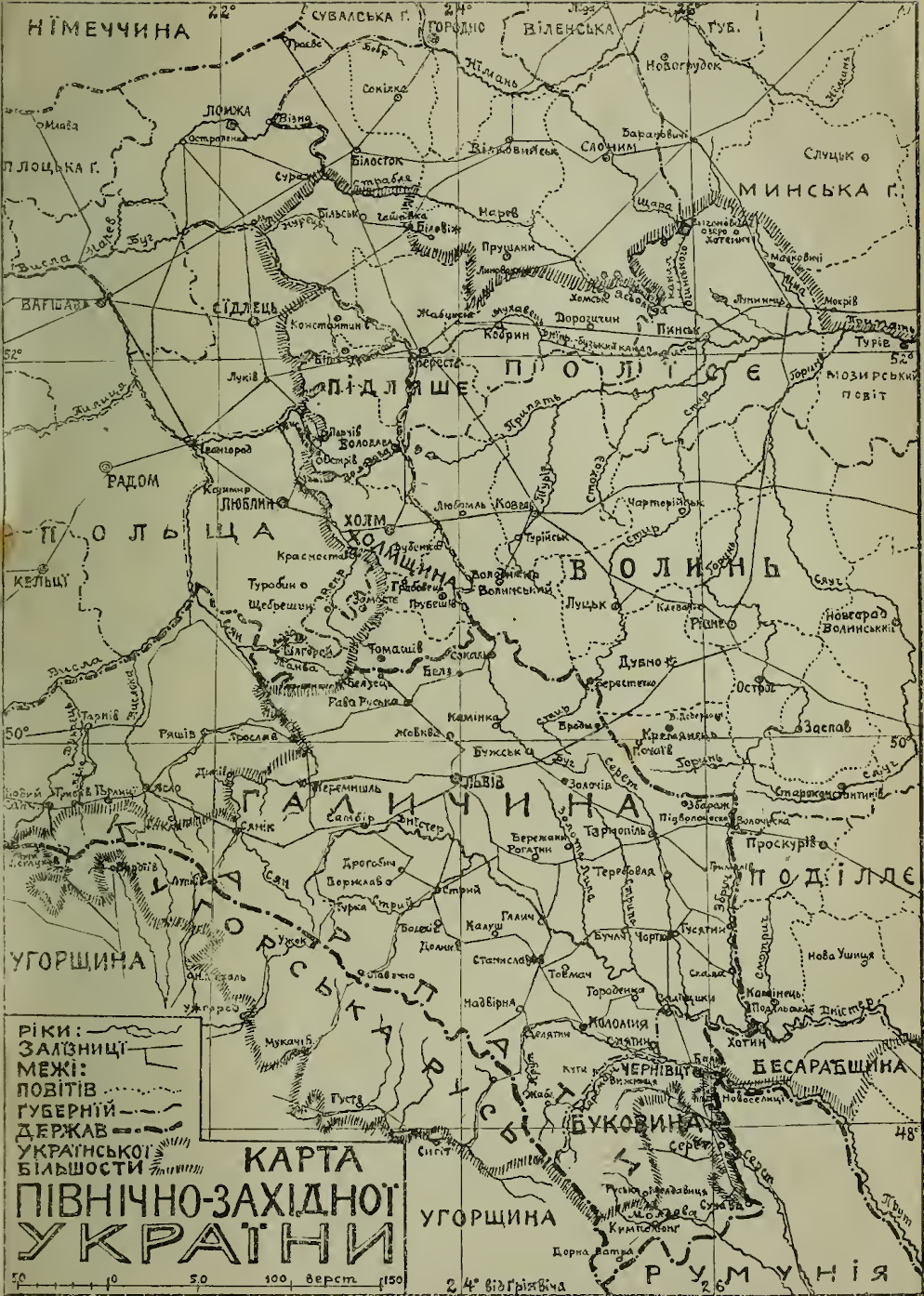
Карта північно-західної України за Мироном Кордубою, 1917 рік

  - низки ґрунтовних праць («Північно-Західна Україна» [Архівовано 1 лютого 2020 у Wayback Machine.], «Територія і населення України» [Архівовано 17 лютого 2020 у Wayback Machine.], «Етнографічна територія України», «Історія Холмщини й Підляшшя» [Архівовано 17 лютого 2020 у Wayback Machine.]. «Болеслав-Юрій II» [Архівовано 17 лютого 2020 у Wayback Machine.], «Богдан Хмельницький у Белзчині й Холмщині» [Архівовано 17 лютого 2020 у Wayback Machine.]), статей («Маркіян Шашкевич», «Про історичну повість», «Шевченко як краєзнавець і археолог» та ін.).
  - статей в Польському біографічному словнику (зокрема, «Богдан Хмельницький», «Тиміш Хмельницький», «Юрій Хмельницький»,[11] Гедеон Святополк-Четвертинський[12])
- Збирав матеріали до історико-географічного словника Галичини.
- 1938 року вийшла його праця «Що кажуть нам назви осель? [Архівовано 19 лютого 2020 у Wayback Machine.]», в якій подано першу класифікацію українських топонімів.
- Перекладав українською мовою твори Гі де Мопассана і Йогана фон Ґете.
- За австрійських часів дописував до журналу Ukrainische Rundschau, див.:
  - Das Schulwesen in der Bukowina und die Ruthenen, Nr. 1 (1907). S. 14—19.
  - Abgeordneter Jan Zamorski als Geschichtsschreiber, Nr. 2 (1908). S. 15-20.
- Корбуда М. Ілюстрована історія Буковини / написав др. Мирон Кордуба. — Чернівці: З друк. тов. «Рус. ради», 1906. — 87 с. [Архівовано 26 січня 2021 у Wayback Machine.]

## Родина
Дружина Євгенія Цегельська, шлюб уклали 1901 року.
Діти:
- Роман (1902 р. н.), випускник Данцизької політехніки (1927);
- Клавдія (1906 р. н.);
- Стефанія (Ольшанська,[13] 1908 р. н.)[6] — учасниця УВО, діячка товариства «Просвіта», дружина Т. Білинського.[13]